# Spice (muzikant)
Grace Latoya Hamilton (Saint Catherine, 6 augustus 1982), beter bekend als Spice, is een Jamaicaanse dancehallzangeres.

## Carrière
Spice's single Ramping Shop met Vybz Kartel kwam in 2008 uit en werd een wereldwijd succes. De single kwam op de 76ste plek in de Amerikaanse Billboard Hot 100.
Haar debuut-EP, So Mi Like It, werd uitgebracht op 2 december 2014. Daarvan kwamen de singles So Mi Like It, Like A Man en Conjugal Visit uit. Er is ook een officiële remix van So Mi Like It samen met de Amerikaanse rapper Busta Rhymes.

## Discografie

### Extended plays
- 2014: So Mi Like It

### Singles
- 2006: Fight Over Man
- 2008: A Nuh Me
- 2008: Ramping Shop (met Vybz Kartel)
- 2009: Slim VS Fluffy (met Pamputtae)
- 2010: Back Broad
- 2010: Jim Screechie
- 2010: Fun (Remix) (met Missy Elliott)
- 2010: Hot Patty Wine
- 2012: Body Great
- 2012: The Holiday
- 2012: Why You Mad (met Tifa)
- 2013: Dun Wife
- 2013: Twerk
- 2013: Pon Top
- 2013: Come Inside
- 2014: So Mi Like It
- 2014: Like A Man
- 2014: Conjugal Visit (met Vybz Kartel)
- 2015: Bend Ova
- 2015: Back Bend
- 2015: Baby I Love You
- 2015: Needle Eye
- 2015: Sight & Wine
- 2016: Indicator
- 2016: Panda Remix